# Susebek
Die Susebek ist ein orografisch rechter Zufluss zur Alster im Hamburger Stadtteil Hummelsbüttel.
Sie entspringt dem Ohlkuhlenmoor im Naturschutzgebiet Hummelsbütteler Moore knapp südlich des Hummelsees und fließt noch innerhalb des Naturschutzgebiets erst nach Süden, wendet sich dann nach Westen und anschließend wieder nach Süden. In dem nach Westen gerichteten Abschnitt erhält sie von rechts und Norden ihren ersten von zwei Zuflüssen, den namenlosen Entwässerungsgraben aus dem Hüsermoor.
Mit der Unterquerung des Poppenbütteler Wegs (Ring 3) erreicht die Susebek die bebauten Flächen Hamburgs, die die untere Hälfte ihres Verlaufs umgeben, der hier in einem recht engen Tal deutlich mehr Gefälle aufweist als der obere Abschnitt. Sie durchfließt zwei Rückhaltebecken, zwischen denen sie ihren zweiten Zufluss, den Hummelsbütteler Schulgraben, aufnimmt, und mündet schließlich im Teetzpark in die Alster.
In den Teichen der Susebek leben Hechte, Aale, Moderlieschen, Rotaugen und Rotfedern, außerdem Barsche, Brassen, Gründlinge und Schleien.
Der Name der Susebek leitet sich vom niederdeutschen suusen, also „sausen“, ab.
Nach der Susebek wurde – wie nach einigen Zuflüssen der Alster – ein Fahrgastschiff der Alstertouristik benannt.

## Nachweise
1. 1 2 3  Geoportal Hamburg
2. ↑  Josef Nyary: Susebek – das verbotene Paradies. In: Hamburger Abendblatt vom 2. Oktober 2006. Abgerufen am 14. Mai 2016.
3. ↑  Wolfgang Laur: Die Orts- und Gewässernamen der Freien und Hansestadt Hamburg. Neumünster 2012. ISBN 978-3-529-02816-8.
4. ↑  Schiffscharter. (Memento vom 14. Mai 2016 im Internet Archive). Abgerufen am 2. Juni 2024.